# Carol Guzy
Carol Guzy (née le 7 mars 1956  à Bethlehem en Pennsylvanie) est une photojournaliste américaine.
Après avoir travaillé plusieurs années pour le Miami Herald et le Washington Post, elle est depuis 2017 journaliste indépendante pour l’agence Zuma Press.
Ses reportages sur les conflits armés et les catastrophes naturelles lui ont valu de nombreux prix dont quatre Pulitzer, un Visa d’or au festival Visa pour l'image et d’être reconnue trois fois journaliste de l’année par la National Press Photographers Association.

## Biographie

### Jeunesse et études
Carol Guzy est née le 7 mars 1956 à Bethlehem en Pennsylvanie. Son père est décédé alors qu’elle n’a que six ans. Elle grandit avec sa mère qui travaille dans une usine de couture et sa sœur, de 14 ans son aînée.
Elle suit d’abord des études d’infirmière au collège communautaire de Northampton. Elle en ressort diplômée en 1977 mais abandonne cette voie car elle ne supporte pas les responsabilités liées à la profession et craint de tuer quelqu’un.
Elle se découvre une passion pour la photographie quand son petit ami lui offre un appareil et déménage pour la Floride pour passer en 1980 un diplôme d'associée en sciences appliquées en photographie à l’Art Institute of Fort Lauderdale. Walter Michot, l’un de ses professeurs et photographe chevronné du Miami Herald l’initie au photojournalisme.
Ses études d’infirmière ne sont pas restées vaines. Elle déclare 2001 à Northampton, alors qu’elle est honorée par le collège, que ses enseignements l’ont « aidée à comprendre la souffrance humaine et à y être incroyablement sensible. [Elle sait] que sans cet arrière-plan, ses photographies auraient un tout autre aspect ».

### Carrière journalistique
Carol Guzy commence sa carrière au Miami Herald où elle a réalisé deux stages pendant ses études.
En 1985, elle est envoyée en Colombie avec Michel du Cille pour couvrir les conséquences de l’éruption du volcan Nevado del Ruiz et les coulées boueuses qui ont englouti la ville d'Armero et tué plus de 20 000 personnes. Leur reportage permet au journal de remporter son premier prix Pulitzer de la photographie d'actualité (spot news).
En 1988, elle se marie avec Jonathan Utz, photographe à United Press International et à l'Agence France-Presse. Elle quitte le Miami Herald pour le rejoindre à Washington où elle intègre rapidement l’équipe du Washington Post aux côtés de Nancy Andrews, Lucian Perkins et Michael Williamson. Elle commence à couvrir Haïti avec les violences et les troubles politiques qui surviennent après les élections. En 1995, elle reçoit un second prix Pulitzer et un Visa d’or pour son travail sur l'intervention des troupes américaines et l'investiture présidentielle de Jean-Bertrand Aristide,.
En 1999, l'accord militaire et technique de Kumanovo force des milliers de personnes à quitter le Kosovo en onze jours. Carol Guzy couvre le sort de ces réfugiés avec Michael Williamson et Lucian Perkins. Leur photo d’Agim Shala, 2 ans, passant des mains de ses parents à celles de ses grands-parents à travers la clôture de barbelés du camp de Kukes, en Albanie remporte le prix Pulitzer 2000.
En 2010 elle retourne en Haïti à la suite du tremblement de terre qui a ravagé l'île, avec Nikki Kahn et Ricky Carioti. Leur reportage, qui brosse un portrait intime du chagrin et du désespoir immense causés par la catastrophe, est salué par un nouveau Pulitzer l’année suivante,.
En 2018, elle reçoit la médaille d'or Robert Capa, qui honore la photographie nécessitant un courage et un esprit d'entreprise exceptionnels, pour ses efforts visant à documenter les effets de la guerre contre l'État islamique sur les civils de Mossoul en Irak.
Carol Guzy a également photographié le travail des pompiers de New-York après les attentats du 11 septembre 2001, la famine en Éthiopie, la guerre civile en Somalie, en Sierra Leone et au Rwanda, ou encore les suites de l’ouragan Andrew en Floride.
Son travail a notamment été publié par National Geographic, CBS News, The Wall Street Journal ou encore ESPN.

## Récompenses et distinctions
- 1986 : Pulitzer Prize for Spot News Photography, avec Michel Ducille, The Miami Herald[4]
- 1990, 1993, 1997 : Photographe de l'année du concours annuel de la National Press Photographers Association[17]
- 1995 : Pulitzer Prize for Spot News Photography, The Washington Post[6]
- 1995 : Visa d’or Paris Match News, The Washington Post, Reuters[5]
- 2000 : Pulitzer Prize for Feature Photography, avec Michael Williamson et Lucian Perkins, The Washington Post[8]
- 2009 : Best of Photojournalism, Enterprise Picture Story, National Press Photographers Association[18]
- 2009 : Robert F. Kennedy Journalism Award (photographie internationale)[19]
- 2009 : The Hillman Prize, photo-journalisme[20]
- 2011 : Pulitzer Prize for Breaking News Photography, avec Nikki Kahn et Ricky Carioti, The Washington Post[9]
- 2012 : Photographer of the Year, Photo Imaging Manufacturers et Distributors Association (PMDA) annual awards[21]
- 2013 : Missouri Honor Medal for Distinguished Service in Journalism « En reconnaissance de son utilisation créative et raisonnée de la caméra dans la recherche de la compassion et de la justice sociale »[22]
- 2018 : Robert Capa Gold Medal Award[23]
- 2019 : Al Neuharth Award for Excellence in the Media presented by the Newseum (Washington, D.C.)[24]

- 2022 : Anja Niedringhaus Courage in Photojournalism Award[25]